# Strada statale 423 Urbinate
La strada statale 423 Urbinate (SS 423), già strada provinciale 423 Urbinate (SP 423)  (ancora prima strada statale 423), è una strada statale italiana che collega Pesaro con Urbino.

## Percorso
La strada è di proprietà ANAS dal km 10,530 della precedente classificazione,alla Strada statale 73 bis di Bocca Trabaria ad Urbino; dal km 4,205 al km 10,530  è di competenza della provincia di Pesaro Urbino. Ad inizio strada si trova il casello autostradale Pesaro-Urbino,che dà la possibilità di accedere all'A14 Bologna-Taranto. La strada segue grossomodo il fiume Foglia sulla sponda sinistra, attraversandolo nei pressi di Montecchio, frazione di Vallefoglia.
Il percorso punta quindi verso sud-ovest, sfiorando i centri abitati di Colbordolo e Petriano, fino ad innestarsi sulla strada statale 73 bis di Bocca Trabaria alle porte di Urbino.
Con il piano " Rientro Strade "  di ANAS,dall'ottobre 2018 è tornata statale dal km 10,530 alla rotatoria sulla S.S. 73 bis ad Urbino.Nei pressi di Morciola (comune di Vallefoglia) si innesta con la Strada statale 746 Sant'Angelo-Montelabbate. 
A Montecchio (frazione di Vallefoglia) invece ha inizio la Strada statale 744 Fogliense.